# Дероп
Дероп (нем. DEROP, Deutsche Vertriebsgesellschaft für Russische Oel-Produkte, «Немецкое общество по сбыту русских нефтепродуктов») — советско-немецкая компания, основанная СССР в 1929 году с целью продажи в Германии советских нефтепродуктов. Имела обширную сеть заправочных станций. После прихода к власти нацистов имущество и сотрудники «Деропа» стали подвергаться постоянным атакам штурмовиков СА и давлению властей, что вынудило советское правительство к продаже компании в 1934 году.

## История
В 1920-е годы советское государство остро нуждалось в валюте для закупки технологий и промышленного оборудования. Одним из важных источников валюты стало основанное торговым представительством СССР в Германии акционерное общество «DEROP». Согласно экспортно-импортному плану, утвержденному руководством СССР, около 60% производившегся в СССР бензина шло на экспорт. «Дероп» создал в Германии разветвлённую сеть из более чем 2500 АЗС, через которые осуществлялась продажа поставляемых из Советского Союза бензина и керосина. Производились и прямые оптовые продажи крупным фирмам и государственным учреждениям. Руководство состояло преимущественно из граждан СССР, на менее важные должности, а также для работы на заправках нанимали немцев.
После того, как в 1933 году к власти в Германии пришли нацисты, по всей стране начались аресты советских граждан и налёты на советские учреждения. «Дероп» не стал исключением — заправочные станции и помещения общества, а также их советские и немецкие сотрудники стали подвергаться как нападениям штурмовиков, так и обыскам и арестам со стороны полиции, якобы за то, что фирма вела коммунистическую пропаганду и вербовала в коммунисты. Кроме того, под давлением нацистов многие организации и частные лица были вынуждены отказываться от закупок бензина у советской компании. Всё это привело к уменьшению сбыта и падению выручки.
Советские представители попытались решить проблему путём переговоров с высокопоставленными нацистами, в частности, с руководителем гестапо Р. Дильсом. Им, однако, дали понять что руководство Германии не желает, чтобы советская компания занималась самостоятельной продажей бензина, поэтому единственным вариантом избежать дальнейшего давления и атак будет продажа её немцам. В этом случае нацисты согласились бы заключить длительный договор на поставку нефтепродуктов из СССР.
Хотя такой вариант СССР не устраивал, выбора фактически не было, так как в случае несогласия СССР потерял бы не только имущество, но и германский рынок сбыта, что стало бы серьёзным экономическим ударом. Поэтому 10 марта 1934 года Политбюро приняло вынужденное решение о продаже фирмы. Покупателем стала немецкая компания Benzol-Verband. За имущество «Деропа» советская сторона выручила 5 миллионов рублей, а также получила разрешение для Союзнефтеэкспорта в течение 1935—1937 годов ежегодно поставлять в Германию 175 000 тонн бензина.

## Продажа товаров
Как и многие тогдашние сети АЗС, «Дероп» продавал брендированные карты автодорог Германии. На картах указывалось местонахождение всех заправок фирмы, а также фотография, где бензовоз «Дероп» заправляет дирижабль «Граф Цеппелин», и изображение склада нефтепродуктов компании в Берлине.